# Martyrs de Košice
Les Saints martyrs de Košice (Marko Krizin, Étienne Pongrácz et Melchior Grodziecki) sont trois saints catholiques qui furent martyrisés le 7 septembre 1619 à Cassovie (en hongrois : Kassa, en slovaque : Košice) à l'époque de la révolte contre les Habsbourgs de Gabriel Bethlen.

## Historique
Ces trois prêtres, un croate, l'autre hongrois et le troisième polonais étaient envoyés dans la ville de Cassovie dont la population était majoritairement calviniste, pour y soutenir la petite communauté de fidèles catholiques.
Étienne Pongrácz et Melchior Grodziecki étaient jésuites, Marko Krizin chanoine d'Esztergom.
Aux époques des révoltes contre les Habsbourgs entre 1604 et 1711, la ville de Kassa s'est souvent rangée du côté des insurgés. À l'automne 1619, les soldats insurgés occupent Cassovie, ils commencent à persécuter les catholiques. Par la torture les soldats tentent de contraindre les trois prêtres à renoncer à leur foi catholique. Ceux-ci restent fermes dans leur foi. Le 7 septembre 1619 ils meurent après avoir été sévèrement torturés, les deux jésuites étant décapités.
Le procès en béatification commença peu de temps après leur mort et se termina le 15 janvier 1905. Le pape Pie X les béatifia. Ils furent canonisés en 1995 par le pape Jean-Paul II lors de sa visite pastorale à Košice. Ils sont liturgiquement commémorés le 7 septembre selon le Martyrologe romain. 